# 벨라루스인
벨라루스인(벨라루스어: беларусы, 러시아어: белорусы)들은 동슬라브족에 속한 민족으로 약 820만 명이 벨라루스에 살고 있다. 또 다른 뜻으로는 벨라루스의 국민(시민권자)를 말한다. 보통은 민족을 가리키는 전자의 표현이 더 많이 사용된다.
일부는 러시아 (89만 명), 폴란드, 우크라이나, 라트비아 등 다른 나라에 거주한다.
벨라루스어를 사용한다. 러시아어, 폴란드어, 리투아니아어도 사용한다. 종교적으로 보면 그들은 거의 대부분이 기독교를 믿는다.

## 거주국가
- 러시아 - 1천만 명
- 우크라이나 - 300만 명
- 폴란드 - 40만 명

## 같이 보기
- 루스인
- 크리비치인
- 드레고비치인
- 벨라루스의 역사
- 벨라루스어
- 러시아인
- 우크라이나인